# Illusion (achtbaan)
Illusion is een overdekt stalen achtbaanmodel van de Nederlandse achtbaan- en attractiebouwer Vekoma. Het werd ontwikkeld in 1989.

## De oorspronkelijke attractie
Het gebouw van de attractie is een grote hal die in twee 'gebieden' is opgedeeld: een binnenring en een buitenring. De binnenring is van de buitenring gescheiden door middel van een tussenwand. In het gebouw waren zes projecties te zien met films en effecten. De projectiesystemen waren geproduceerd door het Zwitserse bedrijf Contac.

### Binnenring
De trein rijdt langzaam omhoog door middel van een bandenoptakeling in de binnenring. Ondertussen hoort men muziek die in het gebouw weerklinkt, en ziet men twee grote parabolische schermen waarop twee 70mm-films worden geprojecteerd, één in de nok van het gebouw en één op de grond. De films waren perfect met elkaar gesynchroniseerd en waren door het Amerikaanse R/Greenberg Associates speciaal gemaakt voor deze achtbaan. Dit gerenommeerde bedrijf uit New York heeft onder meer de begintitels ontworpen voor films als Superman en Alien.
Inzittenden zagen een slingerende klepel afbreken van een koepel op het bovenste scherm. Die klepel brak de klok - omsingeld door de tekens van de dierenriem - op het onderste scherm, waarna deze laatste uitzoomde en een hexagram vormde. Iets later brak de koepel op het bovenste scherm waardoor de hemel tevoorschijn kwam, terwijl op het onderste scherm een maanstandaanduiding van een antieke klok verscheen en werd uitgezoomd. Het maangezicht veranderde van een lachend gezicht in een somber gezicht. Via een oog kwam men op het bovenste scherm in een wormgat terecht dat tegelijkertijd ook op het onderste scherm te zien was, met als enig verschil dat men op het bovenste scherm 'in' het wormgat ging en men op het onderste scherm 'eruit' ging. Verder werd op het bovenste scherm een ontploffende atoom geprojecteerd die op het onderste scherm verder liep in een punt van een digitale klok. Ten slotte werden op beide schermen ronddraaiende printplaten geprojecteerd, gevolgd door een explosie. Deze explosie verliep op beide schermen anders: op het bovenste scherm kwamen verschillende komeetachtige vuurballen samen in een hoek van het scherm en zag men partikels in het rond vliegen langs de randen van het scherm. Op het onderste scherm was er een explosie in het midden van het scherm van waaruit de partikels zich over het hele scherm verspreidden.

### Buitenring
Hierna had de trein na een aantal rondjes in de binnenring gecirkeld te hebben de bovenkant van het gebouw bereikt en verliet de trein de binnenring door door een gat in de scheidingswand de buitenring in te rijden. Op de kleinere schermen in de buitenring waren 35mm-projecties te zien van vuur, brekend glas, tijdpoorten en tandwieltjes. Aan het einde van de rit passeert de trein nog eens door de binnenring, waar op de twee schermen een gigantisch tandwiel geprojecteerd werd.

## Gebouwde exemplaren
Er zijn van de Vekoma Illusion slechts twee exemplaren gebouwd, dit omdat parken in die tijd meer geïnteresseerd waren in zichtbare achtbanen in plaats van achtbanen die in een gebouw "verstopt" zitten. Revolution in het Belgische pretpark Bobbejaanland en Chaos in het Amerikaanse pretpark Opryland openden beide in 1989. Bijgevolg besteedde Vekoma achteraf ook niet zo veel tijd meer aan het promoten van de Illusion. Typisch aan dit attractietype is de zeer lange trein: de trein van Revolution bestaat uit 30 wagons, en die van Chaos telde er zelfs 40. Toen het attractiepark Opryland in 1997 sloot omdat de eigenaars dachten dat een winkelcentrum meer zou opbrengen, werd de baan zoals vele andere attracties uit het park gedemonteerd. Chaos werd samen met drie andere achtbanen verplaatst naar Old Indiana met als doel daar te heropenen, maar hij werd nooit opnieuw opgebouwd en is later verkocht als schroot. Sinds de afbraak van Chaos is Revolution de achtbaan met de langste trein ter wereld.
In Bobbejaanland werd van 2016 tot eind 2022 Revolution gedeeltelijk gebruikt voor de virtual reality-attractie Mount Mara. Daarbij waren geen projectoren meer nodig, maar werd gebruik gemaakt van virtual reality-brillen en aangepaste muziek. Oorspronkelijk draaiden Revolution en Mount Mara afwisselend.
De oude effecten bleven echter toch aanstaan voor jonge bezoekers die deze brillen niet konden dragen. Na enkele maanden werd beslist om niet meer met tijdssloten te werken maar om de trein onder te verdelen. Dit maakte de attractie wel drukker door de gehalveerde capaciteit, maar zo waren beide attracties gedurende de hele dag toegankelijk. Nadeel was dat Revolution-bezoekers dan wel Mount Mara-muziek hoorden. In mei 2017 werd beslist om terug de muziek te draaien van Revolution, maar na het wegvallen van de film in juli 2018 kwam men hierop terug. Zelfs na het plaatsen van een nieuwe projector voor Revolution bleef de Mount Mara-muziek behouden. In januari 2023 besliste Bobbejaanland om Mount Mara te sluiten "wegens onvoldoende interesse" en werd de Illusion terug een volledige Revolution-rit. Op 31 januari 2024 heeft Bobbejaanland via hun officiële YouTube-account aangekondigd dat de Revolution-attractie een renovatie van 1 miljoen euro zal ondergaan. Deze vernieuwing omvat de vervanging van de karren en de opfrissing van de wachtrij, inclusief toevoeging van nieuwe effecten.

## Bijnaam
Doordat de Illusion-achtbaan uitsluitend naar links draait, wordt hij ook wel de eeuwige bocht naar links genoemd.